# Shannon Briggs
Shannon Briggs est un boxeur américain né le 15 août 1971 à Brooklyn, New York.

## Carrière
Passé professionnel en 1992, Briggs remporte notamment des combats contre Jimmy Ellis et le légendaire George Foreman avant de défier le champion WBC Lennox Lewis le 28 mars 1998, après un bon début de combat où Briggs malmène le champion, celui-ci se réveille et envoie Briggs 3 fois au tapis et met fin au combat au 5e round. Après plusieurs combats contre des seconds couteaux et une défaite contre Jamel Mcline, il devient champion du monde des lourds WBO le 4 novembre 2006 après sa victoire par arrêt de l'arbitre dans la 12e reprise face à Serguei Lyakhovich mais est battu dès le combat suivant par Sultan Ibragimov le 2 février 2007.
Il remporte ensuite plusieurs combats contre des faire valoir avant de rencontrer le champion WBC Vitali Klitschko le 16 octobre 2010, Briggs est sévèrement battu aux points en douze rounds. Il arrête sa carrière après ce combat. En 2014 il tente pourtant un come-back, aligne 3 victoires par KO au 1er round en avril et mai, avant de remporter le titre NABA en battant Raphael Zumbano Love par décision unanime en 12 rounds. Puis il reboxe le 23 août et 1er novembre pour deux victoires par KO au 1er round et deux nouvelles victoires par KO en 2015.
Le 23 mai 2017, quelques jours avant son combat face à Fres Oquendo prévu le 3 juin, il est contrôlé positif aux stéroïdes. Le combat est annulé.

## Titres professionnels boxe anglaise

### Titres mondiaux majeurs
- Champion du monde poids lourds WBO (2006-2007)

### Titres mondiaux mineurs
- Champion du monde poids lourds IBU (2003)

### Titres régionaux/internationaux
- Champion poids lourds WBC FECARBOX (2005)
- Champion d'Amérique du Nord poids lourds WBO (NABO) (2006)
- Champion d'Amérique du Nord poids lourds WBA (NABA) (2006 et 2014-)
- Champion des États-Unis poids lourds IBF (USBA) (2006)
- Champion poids lourds WBC Latino (2010 et 2014)